# Bothriochloa campii
Bothriochloa campii är en gräsart som först beskrevs av Jason Richard Swallen, och fick sitt nu gällande namn av De Wet. Bothriochloa campii ingår i släktet Bothriochloa och familjen gräs. IUCN kategoriserar arten globalt som starkt hotad.
Artens utbredningsområde är Ecuador. Inga underarter finns listade i Catalogue of Life.